# Vasili Aksionov
Vasili Pavlovici Aksionov (în rusă Василий Павлович Аксёнов) (n. 20 august 1932, Kazan, RSFS Rusă, URSS – d. 6 iulie 2009, Moscova, Rusia) a fost un romancier rus.
A evocat viața tineretului rus și a surprins elementele contradictorii care determină personalitatea umană.

## Opera
- 1960: Colegii (Коллеги);
- 1963: Portocale din Maroc (Апельсины из Марокко);
- 1961: Biletul înstelat (Звёздный билет);
- 1964: Este timpul, prietene, este timpul (Жаль, что вас не было с нами)
- 1971: Dragoste pentru electricitate ("Liubov k elektricestvu");
- 1972: În căutarea unui gen (В поисках жанра);
- 1979: Insula Crimeea (Остров Крым);
- 1983: Zâmbiți, vă rog (Скажи изюм);
- 2004: Bărbații și femeile voltairiene (Вольтерьянцы и вольтерьянки), scriere care a câștigat Premiul Booker (în varianta rusă).